# Імператор Ґо-Тоба
Імператор Ґо-То́ба (яп. 後鳥羽天皇, ごとばてんのう, ґо-тоба тенно; 6 серпня 1180 — 28 березня 1239) — 82-й Імператор Японії, синтоїстське божество. Роки правління: 8 вересня 1183 — 18 лютого 1198. До вступу на трон мав ім'я принца Такахіра (також знаний як принц Таканарі). Вважається першим імператором періоду Камакура. Ім'я перекладається як «Пізній Тоба», низка дослідників розглядає його Тоба II.
Четвертий син імператора Такакури. Його матір'ю була Сокусі, донька Бомон Нобутаки, представнику однієї з гілок клану Фудзівара. 1183 року під час війни Мінамото проти Тайра війська Мінамото но Йосінаки захопили столицю Хейан-кьо. Імператор Антоку втік разом з військами Тайра, а Йосінака оголосив принца Такахіру новим імператором. Проте він не мав імператорських регалій, тому його правління не було повністю законним. 1184 року його сессьо (регентом) було призначено Коное Мотоміті. Лише після загибелі Антоку у 1185 року та повернення більшості реліквій статус Ґо-Тоба як імператора закріпився.
Фактично не мав влади, за яку боролися його дід верховний імператор Ґо-Сіракава і Мінамото-но Йорітомо. Останній остаточно закріпився в столиці у 1190 році. 1192 року зі згоди верховного імператора офіційно закріпив за Мінамото посаду сьогуна.
У 19 років вирішив зректися престолу на користь свого сина, що став відомий як імператор Цутімікадо, і прийняти постриг 1198 року. Натомість Ґо-Тоба став верховним імператором, розраховуючи повернути вплив на державу. Але влада його обмежувалася переважно релігійними та церемоніальними питаннями. Після смерті 1199 року сьогуна Мінамото но Йорітомо вимушен був змінити політику щодо Камакурськогос ьогунату, оскільки той набув широку підтримку серед самураїв.
1201 року не підтримав повстання проти сьогунату на чолі із Дзьо Сукеморі та Ханґаку Ґодзен. 1207 року Ґо-Тоба наполіг на забороні секти Дзьодо та засланні її очільника Хонена.
У 1218 році сіккен Ходзьо Йосітокі запропонував Ґо-Тоба зробити новим сьогуном сина останнього принца Наґахіто, але імператор не дав на це певної відповіді. Тому Ходзьо вирішив поставити сьогуном Кудзьо Йоріцуне.
У 1221 р. спробував організувати власний заколот проти Ходзьо Йосітокі, невдаволений поваленням імператора Дзюнтоку і поставленням імператором Тюкьо. Його підтримали столичні аристократи та переважна більшість самурайських володарів Західної Японії. Проте повсталі зазнали поразки від військ Ходзьо. Верховного імператора було заслано на острови Окі, де й помер.
Вже після зречення навички каліграфа, художника, музиканта, поета, критика, захоплювався стрільбою з лука, кінним спортом і фехтуванням. Ґо-Тоба протягом кількох років скликав до свого двору найталановитіших майстрів фехтування в країні, де їм дали почесні титули та запросили навчати імператора своєму ремеслу. 

## Літературна діяльність
Усе життя, особливо після відмови від трону, займався поезією, був талановитим поетом. 1201 року ініціював відновлення діяльності департаменту поезії — Пісенної палати («Дайка-сьо», або ще «Вака-докоро»), створеної ще 951 р. імператором Муракамі, організовував придворні поетичні турніри («ута-авасе»), поетичні вечірки («ута-кай»), укладав поетичні антології.
Саме за його наказом чиновники Пісенної палати Фудзівара но Тейка й Фудзівара но Іетака розпочали роботу над створенням відомої поетичної антології «Сін кокін вака-сю» («Нова збірка старих і нових японських пісень»). Робота була завершена в 1205 р., тобто якраз до 300-річного ювілею її славетної попередниці — антології «Кокінвакасю» («Збірка старих і нових японських пісень»), укладеної під керівництвом Кі-но Цураюкі 905 р.
Перебуваючи на засланні, Ґо-Тоба-ін продовжував працювати над удосконаленням «Сінкокінвакасю», яку вважав головною працею свого життя, створивши практично її новий варіант. Ця антологія містить 34 вірші-танка самого імператора. А загалом до його творчого спадку, окрім поетичних творів, які склали приватну антологію його віршів «Ґотобаінґосю», входять також трактат із теорії поезії «Ґотобаінґокуден» («Заповіти ґотоба-ін»), трактат із детальним описом придворних традицій «Седзоку сенсінхіссьо» та щоденник «Готобаінсінкі».

## Примітки

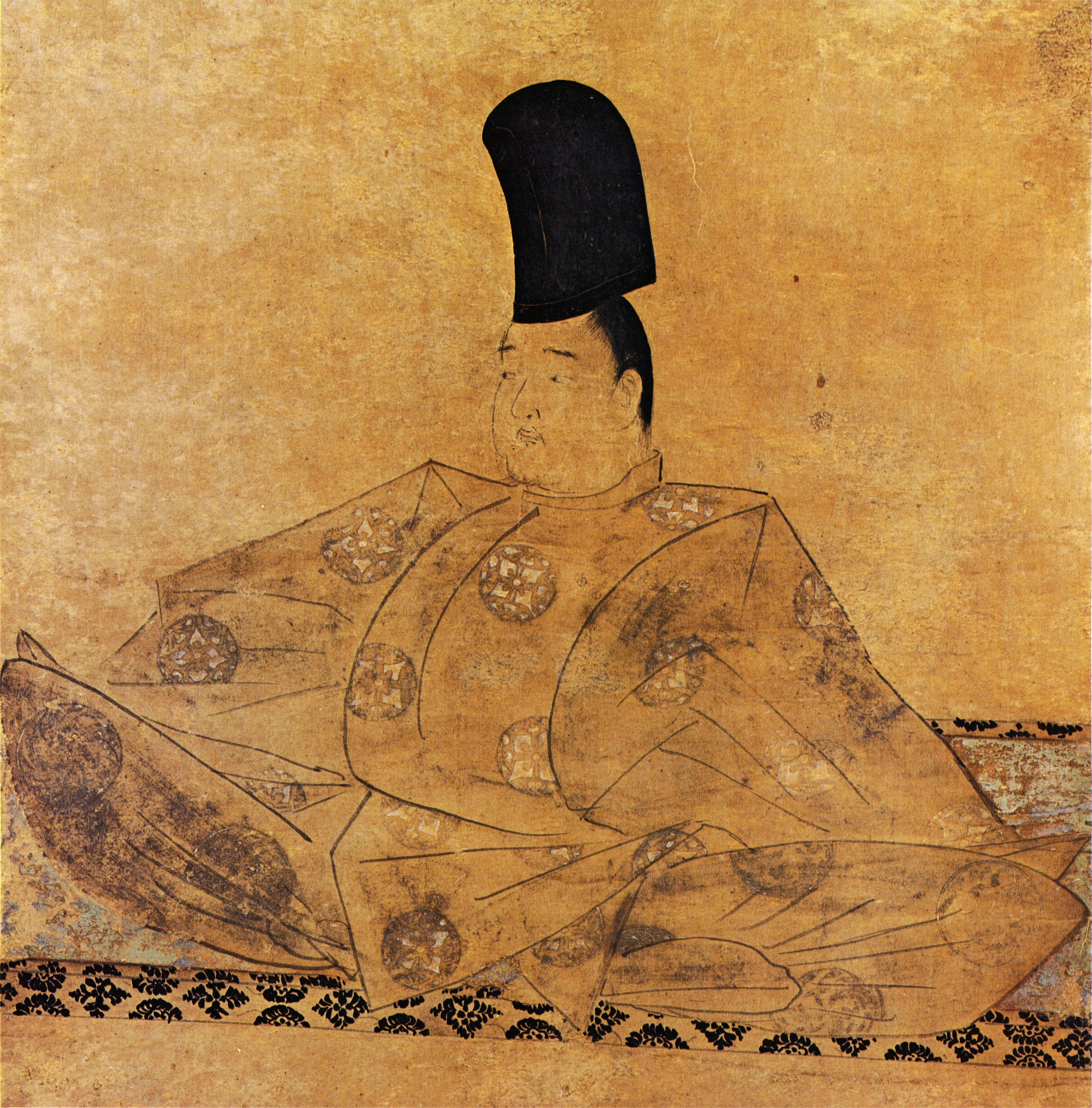
Портрет імператора Ґо-Тоба